# Hudż
Hudż – dawne, niewielkie miasto w Palestynie położone 15 kilometrów na południowy wschód od dzisiejszej Strefy Gazy. Często identyfikowane jako miasto o nazwie Oga, będące częścią państwa Filistynów. Ostatecznie wieś została założona przez Turków Osmańskich na początku XIX wieku. Wieś została doszczętnie zniszczona pod koniec lat 40. XX w.; ostatni człowiek opuścił Hudż 31 maja 1948.
Położona na górzystym terenie w okolicach pustyni Negew, szacowana powierzchnia wioski wynosiła 22 dunamy (ok. 23 km²); 3/4 zajmowali Arabowie, zaś pozostała część Żydzi. Według spisu powszechnego z 1945, wieś (wraz z sąsiednią osadą Dorot) zamieszkiwało 1040 ludzi, z czego 240 Żydów.

## Historia
Pierwsze wzmianki o wiosce pochodzą z VI wieku, kiedy to została ona wspomniana w Mapie Madaba.
Wieś została oficjalnie założona pomiędzy 1818-1820 przez Mustafę Beya, osmańskiego gubernatora Gazy i Jafy. Zbudował posterunek policji, a także nakłonił Beduinów osiedlających się na obrzeżach do przeprowadzki do Hudż. Wśród ówczesnej ludności Hudż przeważali przedstawiciele plemion Jebarat i Wahaideh, które uczestniczyły w buncie przeciwko dominacji egipskiej (1834). Większość Wahaideh zginęła podczas powstania, reszta zaś opuściła tamtejszy teren. Edward Robinson w 1838 zauważył, że domy w Hudż są zbudowane z utwardzonego błota, zaś populacja wioski wzrosła z 200 do 300 osób, którzy trudnili się głównie wyrabianiem chleba. Według źródeł z końca XIX w. wieś miała kształt prostokąta i większość obiektów była zbudowana z kamienia.
Pod Hudż rozegrała się bitwa pomiędzy wojskami tureckimi a armią brytyjską w 1917. Po zakończeniu I wojny światowej wieś rozrosła się na wschód. We danych z lat 20. XX wieku mieszkańcy trudnili się głównie uprawą fig, winogron i migdałów.
Wieś została zniszczona podczas wojny arabsko-izraelskiej w 1948. 31 maja 1948 wojska egipskie przetransportowały mieszkańców Hudż do Strefy Gazy. We wrześniu 1948 mieszkańcu Hudż wnieśli do rządu Izraelskiego prośbę o powrót na swoje ziemie, rząd nie wyraził jednak na to zgody.
W 1998 liczbę uchodźców z Hudż do Strefy Gazy oszacowano na ponad 6000.